# Günther Fehlinger
Günther Fehlinger (Linz, 23 août 1968) est un économiste et consultant politique autrichien de droite, qui est secrétaire général de l'Association des petites et moyennes entreprises (PME) du Parti populaire européen (PPE). Fehlinger est à la tête de plusieurs organisations non gouvernementales et un lobbyiste qui prône l'expansionnisme de l'Union européenne et de l'OTAN. Il s'est fait connaître sur internet grâce à ses propos et à son activisme fortement atlantiste sur Twitter, dans lequel il est très actif. Il est sujet à hostilité pour ses incitations à l'ingérence dans des affaires régionales, ses appels répétés à démembrer des nations et son attitude anti-serbe.

## Biographie
Fehlinger est né en 1968 dans la ville autrichienne de Linz. Il a fréquenté l'école secondaire Khevenhüller Gymnasium Linz de 1979 à 1988 avant de servir dans les forces armées autrichiennes en tant que lieutenant de réserve de 1988 à 1989. Il a étudié à l'Université d'économie et de commerce de Vienne d'octobre 1989 à septembre 1998, où il a obtenu une maîtrise en commerce international, spécialisation en gestion et ressources humaines.

## Prise de positions
Fehlinger est favorable à un ordre internationaliste libéral, il s'oppose en ce sens au socialisme, aux nationalismes irlandais, serbe et arabe ainsi qu'à l'islamisme chiite.
Fehlinger s'oppose au Sinn Féin et à la réunification irlandaise, accusant le Sinn Féin d'être une «organisation de propagande pro-russe».
Fehlinger est un interventionniste militaire. Il soutient l'invasion de l'Irak en 2003 et l'intervention de l'OTAN en Libye en 2011 , les considérant comme des succès parce qu'ils ont éliminé «le socialiste Kadhafi» et « le régime terroriste génocidaire nationaliste socialiste de Saddam Hussein»,,.
Fehlinger critique sévèrement la Serbie. Fehlinger a également déclaré que « quiconque refuse la reconnaissance du Kosovo devrait sérieusement douter de son appartenance au monde libre ».

## Controverses
Le rôle de Fehlinger en tant que leader d'une ONG pro-OTAN a conduit à des malentendus selon lesquels il parle au nom de l'alliance militaire elle-même. À la suite d'un tweet dans lequel Fehlinger appelait Nikol Pashinyan à rejoindre l'OTAN et Joe Biden à protéger l'Arménie, le vice-ministre arménien des Affaires étrangères Vahan Kostanyan a déclaré que Fehlinger était simplement le chef d'une organisation non gouvernementale avec le mot « OTAN » dans son nom. Les commentaires de Fehlinger sur le démantèlement de la Russie ont suscité l'opposition du vice-ministre russe des Affaires étrangères Aleksandr Grushko , qui a rejeté la proposition de Fehlinger comme étant un «grand fantasme».

### Division proposée du Brésil, de l'Iran, de la Chine et de la Syrie
Le 25 août 2023, à la suite de la participation du Brésil au 15e sommet des BRICS, Fehlinger a déclaré en réponse que si le président Lula « conduisait le Brésil dans la même direction que la Russie, la Chine et l'Iran » et rejoignait un « axe hostile du génocide », il « ferait appel au démantèlement du Brésil ». Fehlinger a inclus une carte qui représente la division du Brésil en quatre États fragmentés avec leurs régimes respectifs : l'Amazonie, la « Pedronia », Recife et un Brésil.
Après que son tweet soit devenu viral, Fehlinger est devenu la cible de fausses allégations dans des commentaires attribuant son tweet à une position officielle de l'OTAN, Reuters rapportant qu'une vidéo faisant de telles allégations avait été vue plus de 250 000 sur Facebook. Dans un communiqué, Fehlinger a précisé sur Twitter qu'il « ne représente pas l'OTAN » à titre officiel et que « l'OTAN n'a pas l'intention de démembrer le Brésil ou tout autre pays ». Un communiqué de l'OTAN a en outre déclaré que « toute allégation selon laquelle l'OTAN envisage d'envahir ou diviser le Brésil sont des absurdités totales."

### Attitudes anti-macédoniennes
Il a exigé que la Macédoine du Nord abolisse les jours fériés que la Bulgarie considère comme provocateurs, comme le Jour de la lutte révolutionnaire macédonienne et le Jour du soulèvement populaire macédonien, et que la Macédoine du Nord commence à célébrer le 4 avril comme Journée de l'OTAN.

### Attitudes anti-serbes
Fehlinger est connu pour ses opinions extrémistes anti-serbes qu'il publie sur les réseaux sociaux. Il a exigé que la Serbie reconnaisse l'indépendance du Kosovo, impose des sanctions à la Russie, que le drapeau ukrainien soit accroché au bâtiment de la présidence serbe à Belgrade et que l'hôtel Moscou soit rebaptisé hôtel Kiev. Lors de sa visite à Belgrade, il a exigé que le monument à Milica Rakić soit remplacé par un monument à Madeleine Albright et a pris une photo avec l'OTAN et le drapeau albanais. Il a publié une photo avec le drapeau de l'OTAN à Belgrade à l'occasion de l'anniversaire du début de l'agression de l'OTAN contre la RF de Yougoslavie et, à cette occasion, a remercié l'OTAN pour le bombardement. Il est en bons termes avec l'avocat Čedomir Stojković qui était invité à une conférence à Belgrade.
Les actions de Fehlinger ont provoqué la colère du public serbe et de la diaspora, après quoi son numéro de téléphone et son adresse à Vienne ont été rendus publics. Après cet événement, Fehlinger a déclaré avoir reçu toute la nuit des messages de menaces de la part des « extrémistes serbes ».